# Eryngium tricuspidatum
Eryngium tricuspidatum és una espècie de planta fanerògama de la família de les Apiàcies que es distribueix per l'oest de la regió mediterrània.

## Descripció
És una herbàcia perennifòlia, que arriba a mesura de 7 a 90 cm d'alçada, erecta, espinosa a les inflorescències. Arrel llenyosa, indivisa, que s'eixampla subterràniament en un òrgan napiforme, sense restes fibroses. Tiges de 0,15 a 0,7 cm de diàmetre a la base, simples (dividides només a la part superior), de color verdós o palla. Fulles més o menys tendres, marcadament dimorfes, verdes, poc persistents; les basals 3-12 × 1-6 cm, de suborbiculars a obovat-rectangulars, cordiformes a la base, crenat-dentades, amb nerviació palmati-reticulada, amb pecíol llarg (de c. 3/5 del total de la longitud de la fulla) i inerme; de 5 a 15 fulles caulinars d'1,5-6 cm, palmatisectes (les inferiors des de trilobades), amb 6-7 segments linears de marge espinulós i a vegades també lobulat-espinós, sèssils, subamplexicaules, escampades gairebé totes elles. De 2 a 15(20) capítols de 6-10 mm, subesfèrics o globosos, clarament destacats de l'involucre, el central amb peduncle de 10-60 mm, multiflors, agrupats en dicasis. De 5 a 6 bràctees, de 15-50 × c. 1,5 mm, de (2)4-6 vegades la longitud del capítol, linears, més o menys rígides, amb nervi mitjà molt marcat i 3-5 espínules a cada costat, sovint amb un parell d'espines cap a la base, verdes, amb espines, o sense, que alternen amb elles a la base del capítol. Bractèoles de 4-6,5 mm, tantes com flors, rígides, triquetres, 3-cuspidades. Sèpals c. 2 mm, estretament ovats, mucronats, glaucescents i amb marge membranaci molt estret. Mericarps de 2 × 2 mm, amb escates lanceolades (fins a 0,8 mm), disposades sobretot cap a l'àpex i en les costelles comissurals. Té un nombre de cromosomes de 2n = 16.

## Distribució i hàbitat
Es troba a les clarianes de matollars i pastures degradades, a substrats molt secs; a una altitud d'entre 200-900 msnm al nord d'Àfrica, Sardenya, Sicília i sud de la península Ibèrica.

## Taxonomia
Eryngium tricuspidatum va ser descrita per Linné i publicada a Demonstrationes Plantarum 8. 1753.

### Etimologia
- Eryngium: nom genèric que probablement fa referència a la paraula que recorda l'eriçó: "Erinaceus" (especialment des del grec "erungion" = "ción"), tot i que també podria derivar d'"eruma" (= protecció), en referència a les espinoses fulles de les plantes d'aquest tipus.
- tricuspidatum: epítet llatí que significa "tripunta, tres punxes".[3]

### Sinonímia
- Eryngium zanonii Lam.[4]